# Heinrich Münsinger
Heinrich Münsinger (* 1397 in Münsingen; † ca. 1476 in Heidelberg) war ein deutscher Mediziner. Er wirkte als württembergischer Arzt und Leibarzt des Pfalzgrafen und Kurfürsten Ludwigs III.

## Leben
Heinrich Münsinger (wirklicher Name vermutlich Heinrich Kröwel) war der Sohn des verarmten Edelmanns Hans Kröwel. Heinrich Münsinger konnte 1421 mit Hilfe eines jährlichen Stipendiums des Pfalzgrafen Ludwigs III. im oberitalienischen Padua an der Universität Padua ein medizinisches Doppelstudium absolvieren, das die Chirurgie explizit einschloss. Das Stipendium von jährlich 40 Gulden ermöglichte ihm außerdem eine medizinische Promotion in Padua. Weitsichtige Fürsten forderten zu jenem Zeitpunkt begabte und interessierte Ärzte und Medizinstudenten dazu auf, zusätzlich zum üblichen scholastischen Studium der Buchmedizin auch ein praktisches Studium der Chirurgie aufzunehmen. Ausbildungsstätten für diese Disziplin gab es vor allem in Oberitalien. 1428 wurde Münsinger Leibarzt Ludwigs III. Bis 1465 (vielleicht sogar 1471) war Münsinger Professor an der Universität Heidelberg. Der italienische Humanist Petrus Antonius Finariensis ließ ihn als Unterredner in seinem Dialog De dignitate principium auftreten. Als weiterer Wirkungsort Münsingers ist Ahldorf bei Horb am Neckar bekannt geworden.
Am 30. Juni 1462 wurde Heinrich Münsinger nach der Schlacht von Seckenheim im badisch-pfälzischen Krieg mit der Behandlung der verletzten Gefangenen beauftragt, die im Heidelberger Schloss untergebracht wurden. Mit hoher Wahrscheinlichkeit befand sich der Göppinger Wundarzt Hans Seyff (ca. 1440–1518), der Münsingers Schüler wurde, unter den Gefangenen. Münsinger erwarb sich als Wundarzt bzw. Traumatologe in der Verwundetenversorgung weitreichendes Ansehen. Er stellte auch sein steuerfrei vom Landesherrn überlassenes Heidelberger Anwesen zur Verfügung, das er ab 1439 als Klinik für Verwundete betrieb.
Ein Verwandter von Heinrich Münsinger war der Mediziner Nikolaus Bälz (ca. 1430–1502) aus Münsingen. Bälz ließ sich in Heidelberg von Heinrich Münsinger zum Arzt ausbilden, bevor auch er sein Medizinstudium in Padua beendete.
Der spätere Rektor der Universität Heidelberg, Erhart Knab (Rektor 1455, 1465/66, 1470, 1476/77), promovierte im Jahr 1464 wohl vor Johann Schwendi und Heinrich Münsinger. Es war später dann allerdings Erhart Knab, der die Anatomie der Hochschule gegenüber dem pfalzgräflichen Hof verteidigte und Annäherungsversuche von Heinrich Münsinger abwehrte. Münsinger hatte es deshalb schwer, an der Universität Heidelberg Fuß zu fassen, obwohl er bei Prüfungen mitwirkte und gutachterliche Tätigkeit für die medizinische Fakultät ausführte. Als man Münsinger für den Tod eines hirnverletzten Studenten verantwortlich machte, hatte er einen schweren Stand vor dem Heidelberger Universitätsgericht. Dies war vermutlich ebenfalls auf das spannungsreiche Verhältnis zwischen Münsinger und Knab zurückzuführen.

## Werke
- Buch von den Falken, Habichten, Sperren, Pferden und Hunden. Jordanus Rufus: Hippiatrica (Roßarzneien), gefertigt von Lohnschreiberin Clara Hätzlerin. Enth.: 1v [I]N dem ersten capitell Ist zu wissen das man dy gutten pferdt ausß vierlay mercken vnd erkennen soll .... 47r [D]Er ander taÿll helt Inn ettliche stuck von erczneÿ zü dem gepresten der pferd Inn massen, etwan maister Albrech. 60v [D]arczü nÿm essich vnd ayrschalen .... 83r [V]on des pferds gepürde vnd emphaung zü Schreiben ...
- Pestbüchlein.
- Regimen sanitatis in fluxu catarrhali ad pectus. Text mit einer Widmung an Ludwig III. eingeleitet.